# Xanthomixis cinereiceps
Xanthomixis cinereiceps là một loài chim trong họ Bernieridae.